# Leptonetela niubizi
Espèce
Leptonetela niubizi est une espèce d'araignées aranéomorphes de la famille des Leptonetidae.

## Distribution
Cette espèce est endémique du Guizhou en Chine,. Elle se rencontre dans la grotte Niubizi dans le xian de Zunyi.

## Description
Le mâle holotype mesure 2,53 mm et la femelle paratype 2,60 mm.

## Étymologie
Son nom d'espèce lui a été donné en référence au lieu de sa découverte, la grotte Niubizi.

## Publication originale
- Wang, Xu & Li, 2017 : Integrative taxonomy of Leptonetela spiders (Araneae, Leptonetidae), with descriptions of 46 new species. Zoological Research, vol. 38, no 6, p. 321-448.